# Église Santa Fosca de Venise
L'église Santa Fosca est un édifice religieux de la ville de Venise, situé dans le quartier de Cannaregio. Cette église doit être distinguée de la petite église ancienne de Santa Fosca, à Torcello, attaché à la cathédrale de Santa Maria Assunta.

## Situation
- Elle est adjacente au Rio de Santa Fosca (NE), a la Strada Nova (SO), et donne sur le Campo éponyme où est érigé le monument à Paolo Sarpi (NO).

## Histoire
- Fondé autour du Xe siècle, le bâtiment a subi de nombreux remaniements. L'aspect actuel date de la restauration de la première moitié du XVIIIe siècle. La façade date de 1719. Le bâtiment a été reconsacré en 1733. Les seuls éléments éléments d"origine sont la forme antique du bâtiment et le campanile qui date du XVe siècle.
- Aujourd'hui, l'église paroissiale est inclus dans le vicariat de San Marco-Estuaire San Marcuola (patriarche de Venise).

## Description
Le schéma  architectural est simple avec une façade montrant un grand fronton soutenu par quatre demi-colonnes, avec un portail surmonté d'un couronnement curviligne.
L'intérieur a une seule nef avec quatre autels et retables. L'abside s’inscrit dans un carré. Les décorations ne sont pas particulièrement significatif étant les œuvres d'auteurs mineurs des XVIIe et XVIIIe siècles : la Trinité et la Vierge par Filippo Bianchi; les retables détaillant la vie de Santa Fosca ont été peintes par Francesco Migliori. 

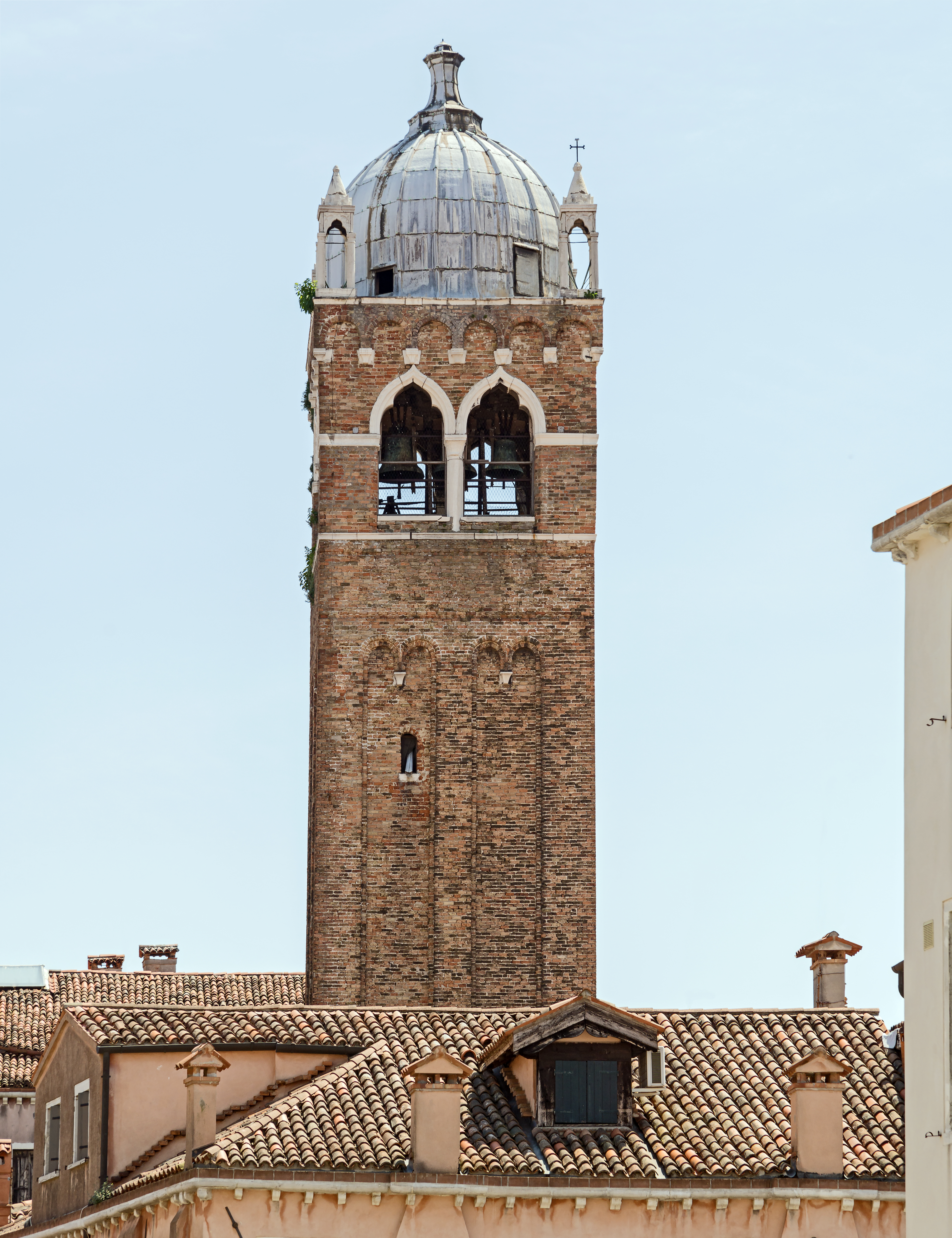
Le campanile de Santa Fosca
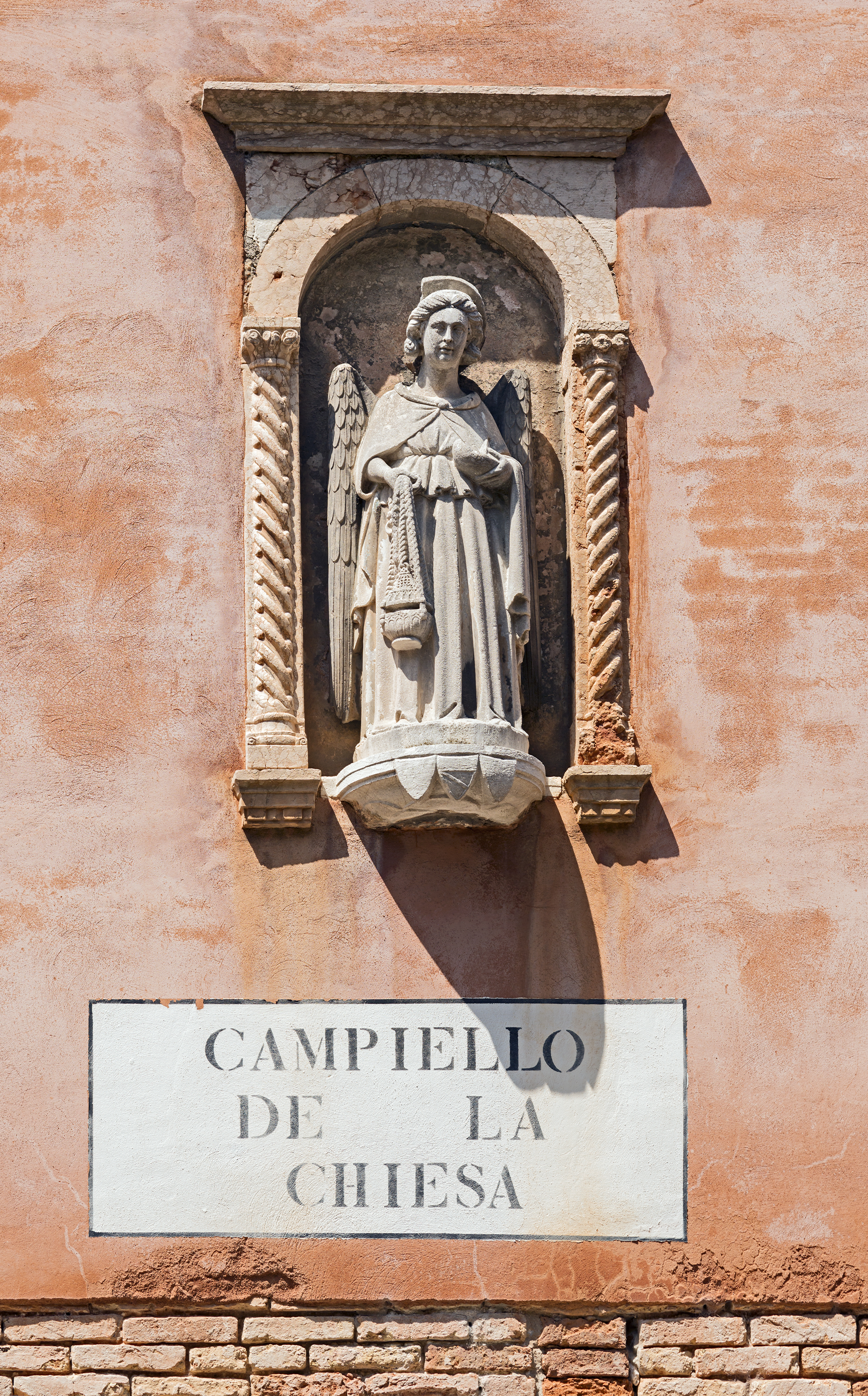
Ange thuriféraire du XIIIe siècle

### Articles liés
- Liste des églises de Venise
- Rio de Santa Fosca
- Paolo Sarpi